# Collada de Arnicio
La collada de la Arnicio (La Collada Arniciu en asturiano,) es un puerto de montaña de Asturias, situado en el concejo de  Caso, dentro de la cordillera Cantábrica.

## Geografía
La collada de Arnicio se encuentra en el principado de Asturias, entre las localidades de La Marea y Orlé, dentro del Parque Natural de Redes. 
La carretera comarcal AS-254 (Infiesto - Campo de Caso) atraviesa el puerto, conectando los concejos de Piloña  y Caso

## Fiestas
En Arnicio se celebraba tradicionalmente cada último fin de semana de agosto la fiesta y certamen del Queso Casín. Sin embargo, desde 2015 el certamen se celebra en Campo de Caso.

## Ciclismo
Arnicio ha sido paso habitual en carreras ciclistas, contando el puerto con dos vertientes, una que se sube desde La Marea y la otra desde Campo de Caso. Desde La Marea la subida tiene una longitud de 9.4 km, con una pendiente media del 6.3%, mientras que desde Campo de Caso, la longitud del puerto es 13.3 km, con una pendiente media del 2.6%.
En la Vuelta a España, la collada de Arnicio siempre ha aparecido como puerto de paso, siendo la primera aparición en la etapa 18 de la edición de 1989 y la última en la edición de 2008, con el francés Christophe Kern como primer ciclista en la cima.